# Agrotis araucaria
Agrotis araucaria là một loài bướm đêm trong họ Noctuidae.